# Max Reeb

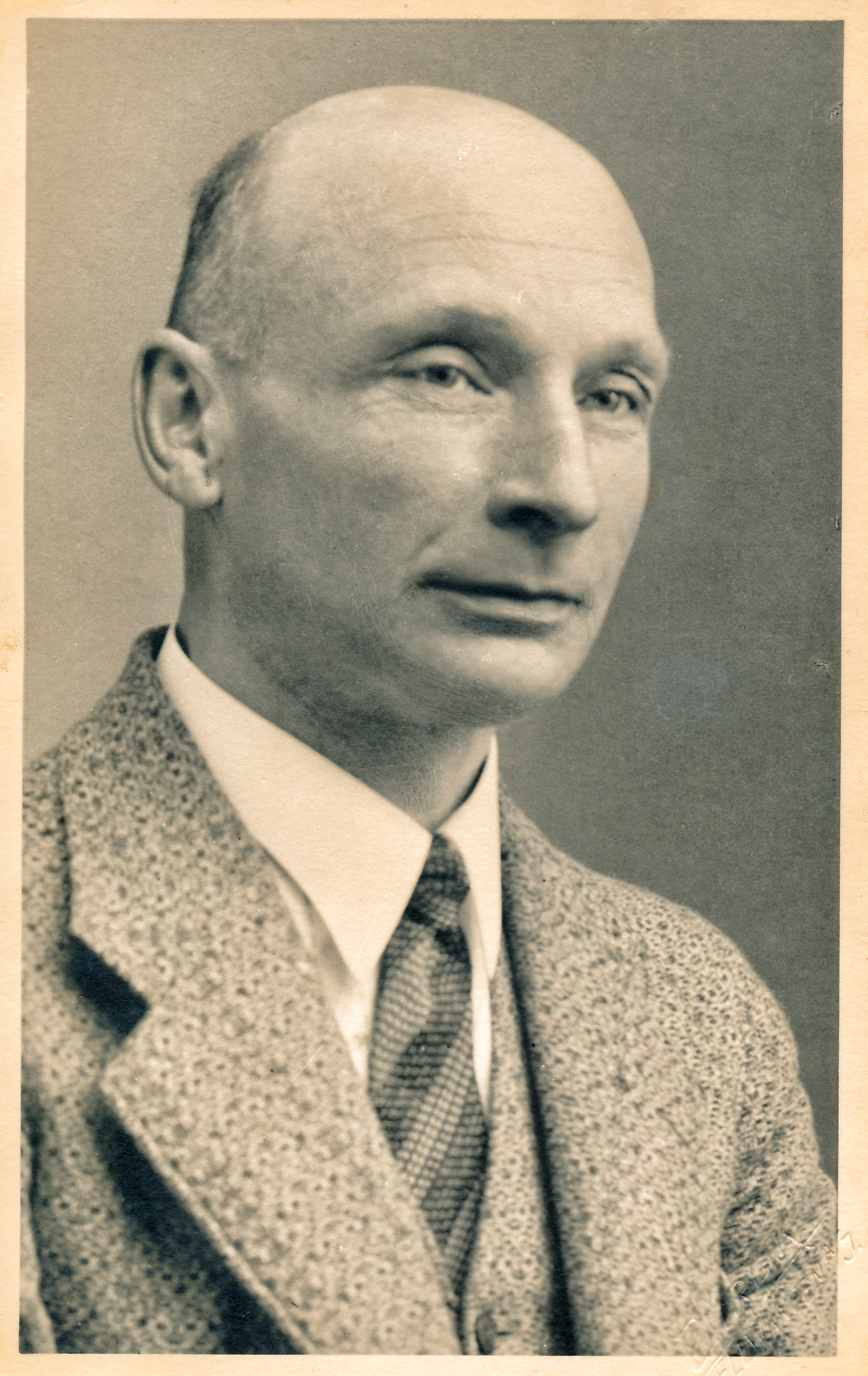
Max Reeb

Maximilian „Max“ Josef Reeb (* 31. Dezember 1892 in Neunheim bei Ellwangen; † 9. September 1940 im KZ Dachau) war ein deutscher Kunst- und Kirchenmaler und Restaurator. Im Nationalsozialismus zeigte er von Anfang an als bekennender Katholik, Mitglied der Zentrumspartei und engagiertes Mitglied im Katholischen Gesellenverein „Adolph Kolping“ seine ablehnende Haltung dem Nationalsozialismus gegenüber. Durch diese klare Haltung und die damit verbundene offene Ablehnung des NS-Staats und der NSDAP wurde er zur Zielscheibe des berüchtigten Kreisleiters der NSDAP, Adolf Koelle. Dieser betrieb, nachdem Reeb den Hitlergruß verweigert hatte, 1934 dessen erste Verhaftung, der nach zeitweiliger Freilassung immer wieder neue Verhaftungen folgten, bis er schließlich 1939 in Ellwangen in Untersuchungshaft wegen „Widerstands gegen die SS“ genommen und dann in die Gestapozentrale „Hotel Silber“ nach Stuttgart überstellt wurde. Nach weiteren Lagerstationen in den Konzentrationslagern Welzheim, Oranienburg und Sachsenhausen wurde er am 9. September 1940 im KZ Dachau ermordet.

## Leben

### Herkunft und Ausbildung
Max Reeb wurde am 31. Dezember 1892 in Neunheim geboren. Nach dem Besuch der Grundschule in Neunheim wechselte er auf das Internat in Mergelstetten. An den Kunstgewerbeschulen in Düsseldorf und Stuttgart studierte er das Fach „Malerei für kirchliche Kunst“ und begann dann seine berufliche Tätigkeit als Kunst- und Kirchenmaler in Ellwangen.

### Familie
Vier Jahre nach dem Ersten Weltkrieg, in dem er als Soldat diente, heiratete Max Reeb am 7. Juli 1922 Pauline Elisabeth Geiselhart. In den Jahren von 1923 bis 1930 wurden ihre drei Kinder geboren: Rita Paula, Ingeborg Elisabeth und Winfried Karl. Die Familie wohnte dann in einem Haus mit Garten im Cäsar-Flaischlen-Weg 10 in Ellwangen.

### Arbeit als Kunst- und Kirchenmaler
Max Reeb arbeitete als selbstständiger Kunst- und Kirchenmaler in seiner eigenen „Werkstatt für gediegene Malerei“ sowie als Restaurator in Ellwangen und im weiteren Umkreis. Davon zeugen zahlreiche Arbeiten aus den Jahren 1928 bis 1939 in verschiedenen Kirchen in der Region Ostwürttemberg. Darüber hinaus wirkte er bei Restaurierungs- und Bildhauerarbeiten in der Firma seines Schwiegervaters mit. Gelegentlich nahm Max Reeb seine Kinder Ingeborg und Winfried in seine Werkstatt mit, in der sie ihm zur Hand gingen. Die Einkünfte aus diesen Tätigkeiten ermöglichten der Familie Reeb ein gesichertes und auskömmliches Leben.

### Verfolgung durch das NS-Regime, Festnahmen, KZ-Lagerhaft und Tod
Max Reeb war bekennender Katholik, Mitglied in der Zentrumspartei und engagiertes Mitglied im Katholischen Gesellenverein „Adolph Kolping“. Durch seine entschiedene und offene Ablehnung der NSDAP und des NS-Regimes wurde er Zielscheibe und schließlich Opfer ihrer Handlanger, insbesondere des NSDAP-Kreisleiters Adolf Koelle. Mehrfach wurde Reeb von der Gestapo verwarnt und 1934 auf Betreiben Koelles erstmals verhaftet, weil er den Hitlergruß verweigert hatte. Nach der Freilassung im selben Jahr wurde Reeb erneut festgenommen. Er wurde angeklagt, Widerstand gegen die SS und deren Verwüstungen in der „Bischofsnacht“ geleistet zu haben. In der Nacht vom 3. auf den 4. Mai 1934 hatten örtliche SA- und SS-Leute den für die bevorstehende Firmung katholischer Jugendlicher durch Weihbischof Fischer angebrachten Schmuck an Häusern und in den Straßen heruntergerissen. Diejenigen, unter ihnen Max Reeb, die dies zu unterbinden versucht hatten, wurden am anderen Tag in die SS-Kaserne verbracht und mehrere Stunden verhört.
Von September 1939 bis September 1940 folgten weitere Verhaftungen wegen „abfälliger Äußerungen gegen das NS-Regime und des Verdachts des Abhörens von Auslandssendern“. Max Reeb wurde im Oktober 1939 vom Untersuchungsgefängnis Ellwangen in die Gestapozentrale „Hotel Silber“ in Stuttgart verlegt. Nach weiteren Lagerstationen im KZ Welzheim und im KZ Oranienburg wurde er in das KZ Sachsenhausen und schließlich in das KZ Dachau deportiert. Reebs Leidensweg war gezeichnet von Hunger und Misshandlungen. Er starb am 9. September 1940, angeblich an Lungenentzündung und Herzlähmung. Seine Urne wurde Ende Oktober 1940 auf dem Friedhof in Ellwangen beigesetzt. Die erst später ausgestellte offizielle Sterbeurkunde der NS-Administration vom 18. November 1940 nannte als Todesursache eine Herz- und Kreislaufschwäche.

## Werk

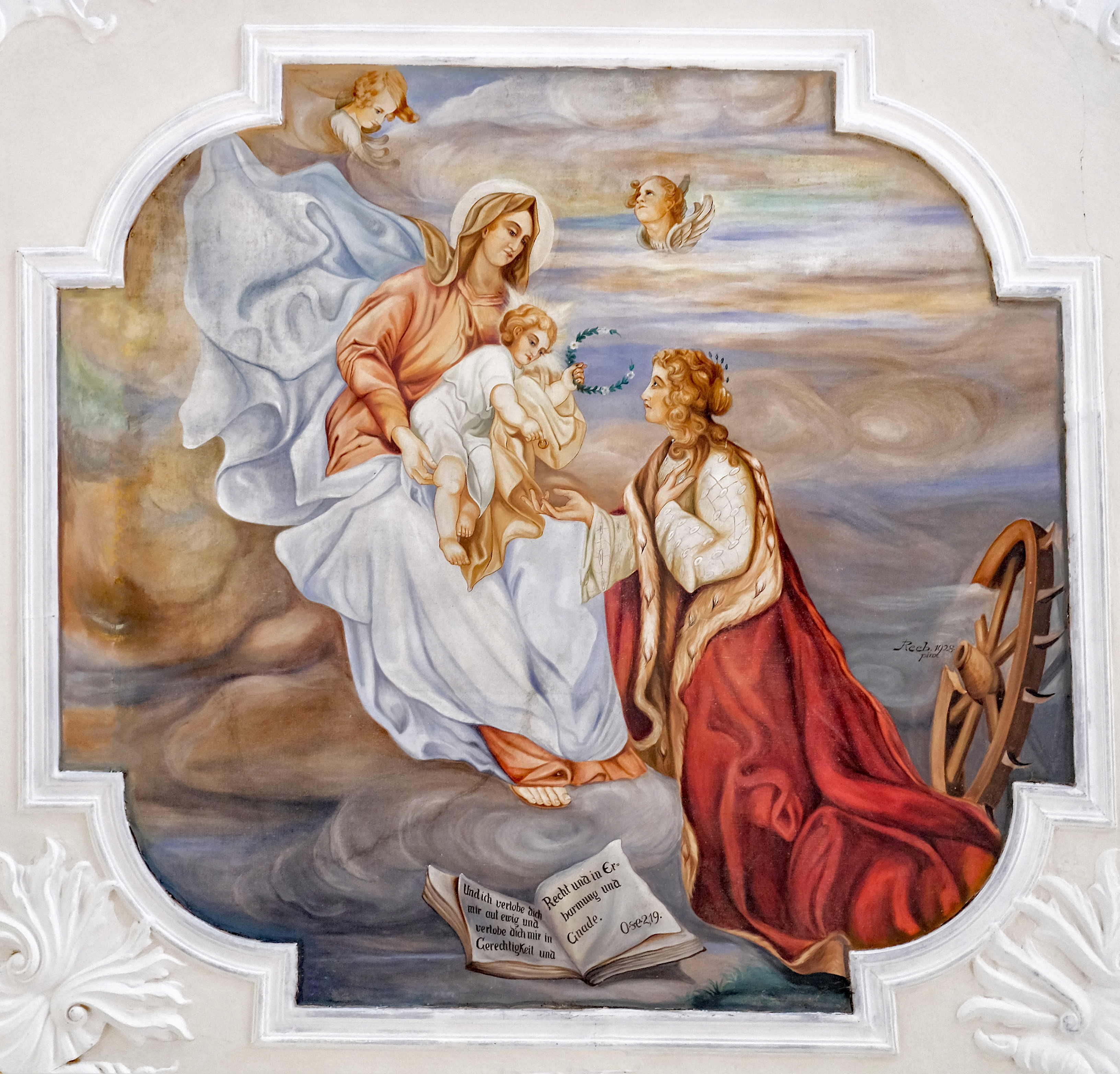
Deckengemälde in der ehemaligen Schlosskapelle Rötlen, das die heilige Katharina, die Gottesmutter Maria und das Jesuskind sowie zwei Engelsfiguren zeigt

Max Reebs künstlerisches Werk umfasst viele Arbeiten in der Ausschmückung von Kirchen, daneben aber auch bildhauerische Arbeiten. Die Dokumentation und Katalogisierung seiner Arbeiten ist (Stand 2020) nicht vollständig. Es finden sich in zahlreichen Kirchen, bspw. der Schönenbergkirche, in der Umgebung Ellwangens auch heute noch Zeugnisse seines künstlerischen Schaffens.
Ein Werk, das in seiner Gänze eindeutig ihm zuzuschreiben ist, findet sich
in der ehemaligen Schlosskapelle „Sankt Katharina“ in Rötlen. In dieser 1622 erstmals urkundlich erwähnten Burgkapelle des „Schlosses Rötlen“ findet sich zentral an der Decke gelegen ein Gemälde, das die Heilige Katharina von Alexandrien mit der Gottesmutter und dem Jesuskind zeigt. Max Reeb stellte nicht nur die mystische Geschichte dieser Märtyrerin, die nach heutigem Forschungsstand wohl keiner realen Person zuzuordnen ist, dar, sondern verewigte auch seine beiden Töchter als zwei Engelsköpfe im Bild.

## Gedenken
Die katholische Kirche hat Max Reeb als Blutzeugen aus der Zeit des Nationalsozialismus in das deutsche Martyrologium des 20. Jahrhunderts aufgenommen.

### Stolperstein für Max Reeb

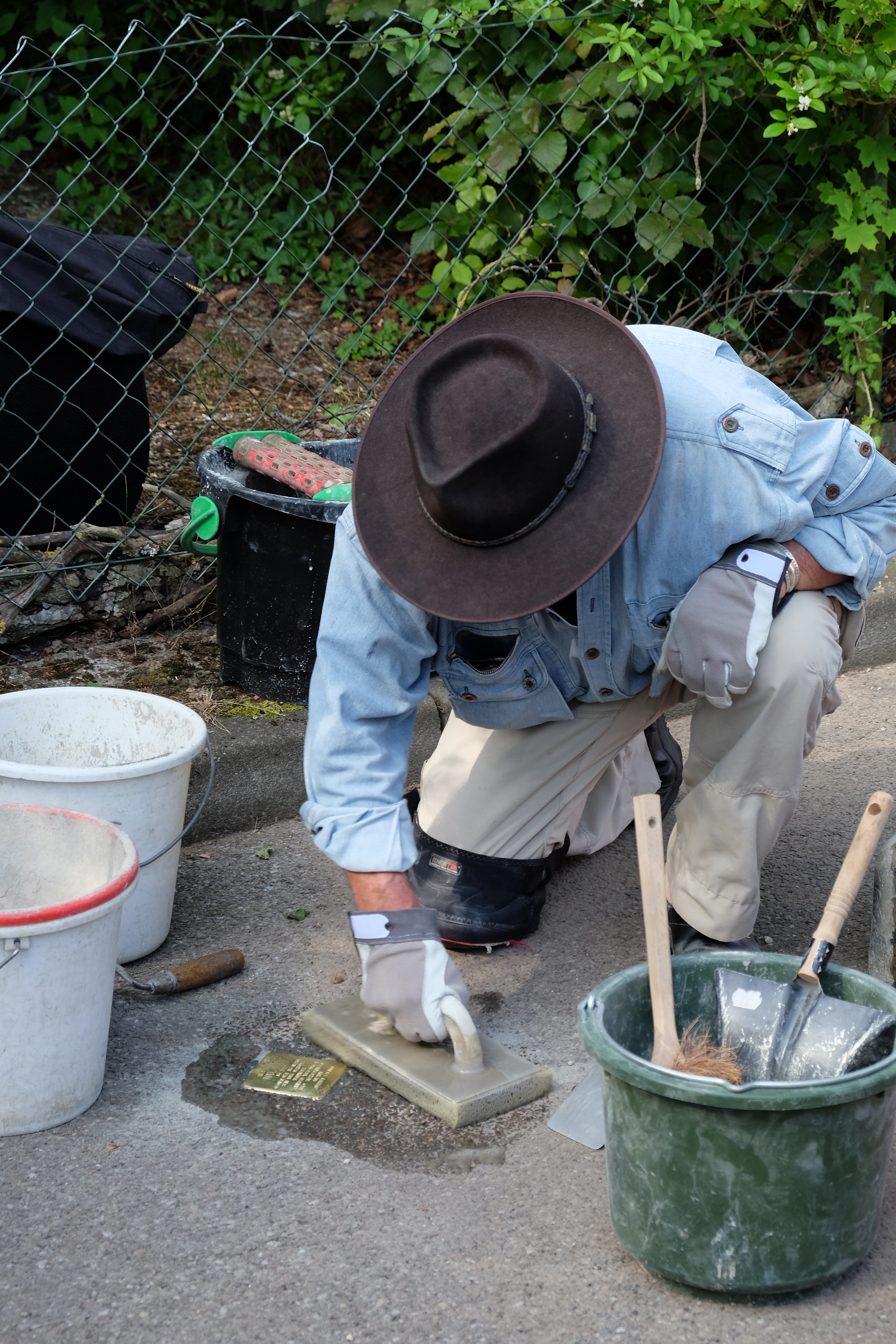

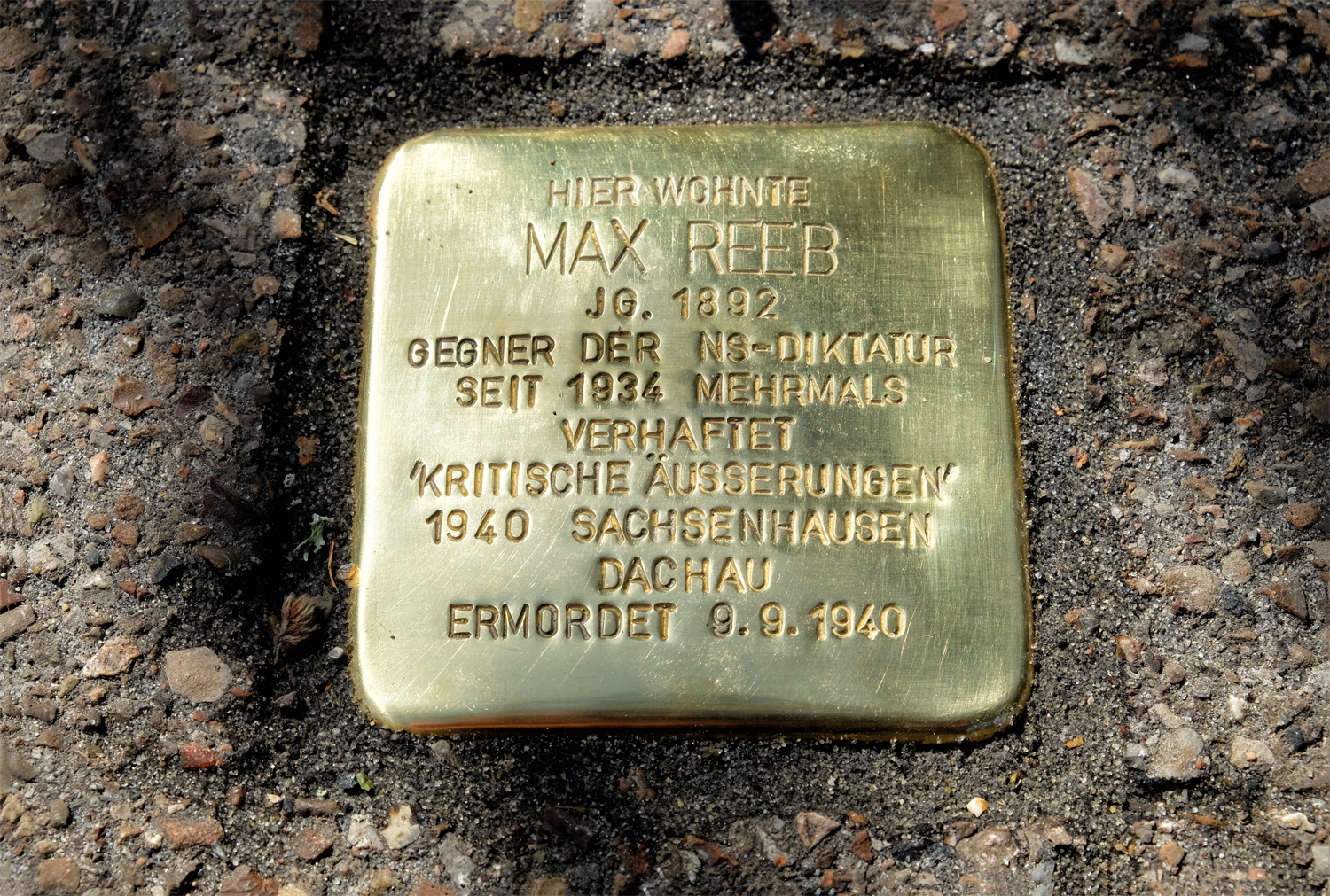
Stolperstein für Max Reeb

Stolpersteine auch in Ellwangen zu verlegen, geht auf die Initiative von Bürgern der Stadt Ellwangen zurück. Die Fraktionen der SPD und Bündnis 90/Die Grünen legten dem Gemeinderat im Jahr 2017 einen entsprechenden Antrag vor, der im Februar 2018 einstimmig befürwortet wurde. Im Frühjahr 2019 gründete sich daraufhin die „Stolpersteininitiative Ellwangen“, die im Sinne des Konzepts von Gunter Demnig den verfolgten und ermordeten NS-Opfern der Stadt Ellwangen einen Namen geben und an sie erinnern möchte. Am 10. Juli 2020 verlegte Gunter Demnig vor dem Haus Cäsar-Flaischlen-Weg 10 einen Stolperstein für Max Reeb.